# Indeo Video
Indeo Video (comunemente chiamato Indeo) è un codec video sviluppato da Intel nel 1992 e venduto alla Ligos nel 2000.
Mentre la sua versione originale era legata al formato video stream di Intel DVI, un codec "solo hardware" per la compressione dei video in qualità TV su CD, Indeo si distingueva per essere uno dei primi codec che permetteva la riproduzione video a piena velocità senza usare l'accelerazione hardware.